# Hegyi pinty
A hegyi pinty (Oreostruthus fuliginosus) a madarak osztályának a verébalakúak (Passeriformes) rendjébe, ezen belül a díszpintyfélék (Estrildidae) családjába tartozó Oreostruthus nem egyetlen faja.

## Rendszerezése
A fajt Charles Walter De Vis angol zoológus és ornitológus írta le 1897-ben, az Oreospiza nembe  Oreospiza fuliginosa néven.

## Alfajai
- Oreostruthus fuliginosus fuliginosus (de Vis, 1897)
- Oreostruthus fuliginosus hagenensis  (Mayr & Gilliard)
- Oreostruthus fuliginosus pallidus (Rand)[2]

## Előfordulása
Új-Guinea szigetén, Indonézia és Pápua Új-Guinea területén  honos. Természetes élőhelyei a szubtrópusi és trópusi hegyi esőerdők és magaslati cserjések. Állandó, nem vonuló faj.

## Megjelenése
Testhossza 13 centiméter. A hím háta, szárnyai sötét olajbarna színűek. A fejtető szürke, a felső farokfedők vörösek. A farktollak barnák, sötét keresztsávokkal. Alul sötét olajbarna színű, a has fekete. A torok, a mell felső része és a testoldalak vöröses árnyalatúak, amelyek egy halványvörös mellövet alkotnak. az alsó farokfedő tollak hegye vörös. 
A tojó mellén a vörös szín mattabb, kevésbé kifejezett.

## Életmódja
Fő táplálékát különféle magvak képezik.

## Természetvédelmi helyzete
Az elterjedési területe nagy, egyedszáma stabil. A Természetvédelmi Világszövetség Vörös listáján nem fenyegetett fajként szerepel.